# Heteralex formosana
Heteralex formosana är en fjärilsart som beskrevs av Matsumura 1911. Heteralex formosana ingår i släktet Heteralex och familjen mätare. Inga underarter finns listade i Catalogue of Life.